# バンビ (賞)

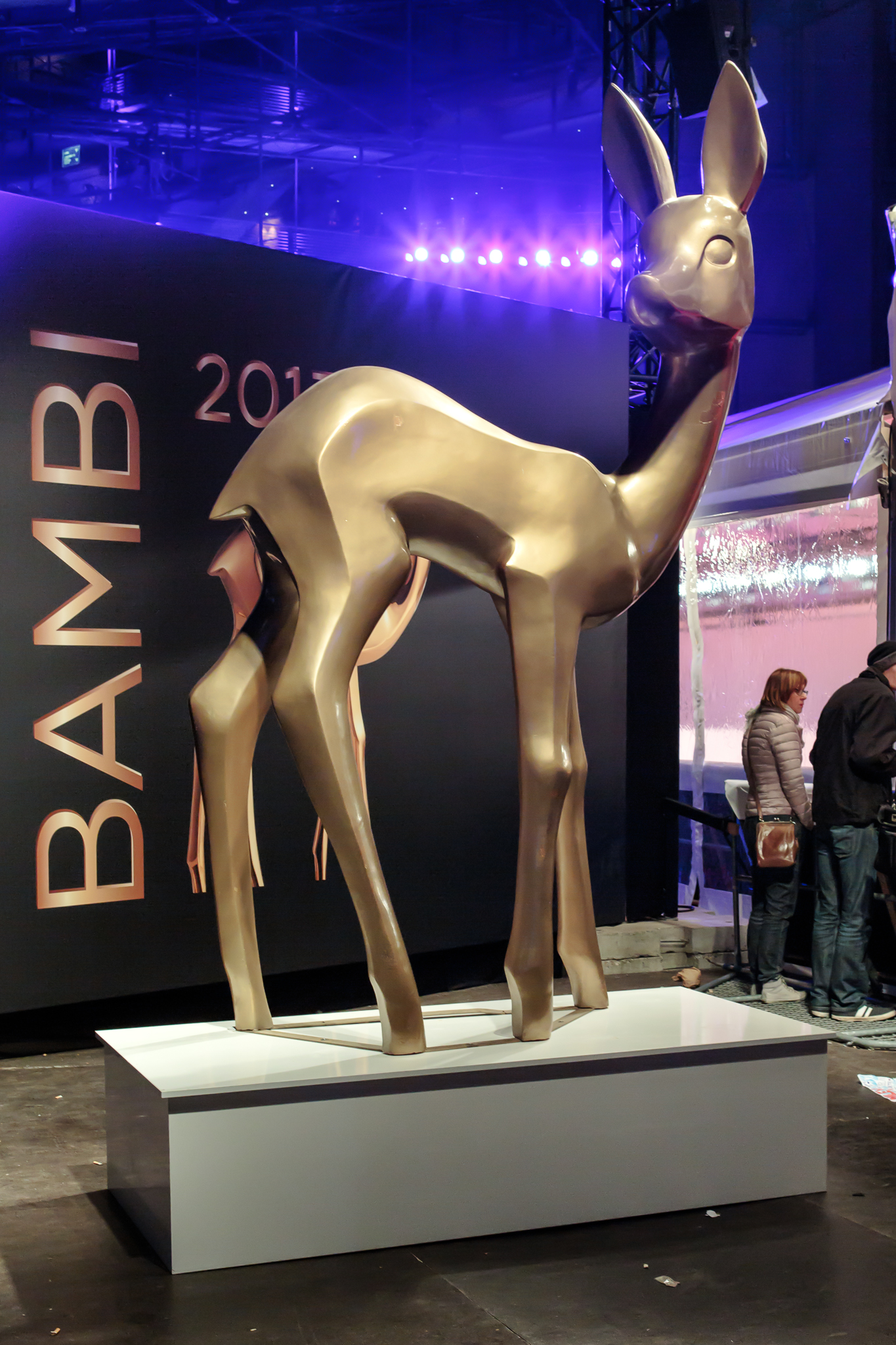

バンビはドイツ最古のメディア関連の賞。

## 歴史
1948年に創設。正式名称はバンビ・ヒューバート・ブルダ・メディア賞である。

## 2008年主要部門受賞者
- インターナショナルポップ：ブリトニー・スピアーズ
- クラシック：プラシド・ドミンゴ
- 国際俳優賞：キアヌ・リーブス
- 国際女優賞：メグ・ライアン
- 文化：コルネリア・フンケ
- シューティングスターオブザイヤー：レオナ・ルイス
- スポーツ：マティアス・シュタイナー